# لیف دانیل
لیف دانیل (انگلیسی: Leaf Daniell; ۱۸۷۷ – ۲۸ فوریهٔ ۱۹۱۳) شمشیرباز اهل پادشاهی متحد بریتانیای کبیر و ایرلند بود.
وی در مسابقات کشوری و بین‌المللی در مجموع برندهٔ ۱ مدال نقره شده‌است.